# مستشفى جينينتان
مستشفى جينينتان (بالصينية: 武汉市金银潭医院) هو مستشفى عام يقع في منطقة جينينتان، ووهان، oوبي، الصين، ووحدة مباشرة تابعة للجنة الصحة لبلدية ووهان. مستشفى جينينتان هو المستشفى المخصص للعلاج الطبي الطارئ في خوبي ووهان.